# South Dumdum
South Dum Dum est une ville et une municipalité d’Inde située dans le district de North 24 Parganas. Sa population en 2001 était de 392 150 habitants.